# Georges Duhamel
Georges Duhamel (født 30. juni 1884 i Paris, død 13. april 1966 i Valmondois) var en fransk forfatter, der i 1918 fik Goncourtprisen for romanen Civilisation.

## Titler oversat til dansk
- Salavins liv og eventyr (1967)
- Civilisation (1961)
- Cypriens eventur (1957)
- Bibliofile breve (1952)
- Fransk Kultur (1948)
- Lægeord (1948)
- En fredlyst Plet (1947)
- Om Bogelskere (1946)
- Uvejrsnatten (1946)
- Sankt Hansnat (1945)
- Foran det forjættede land (1944)
- Forsvar for Bogen (1939)
- De udstødte (1938)
- Illusionen brister (1938)
- De vilde Dyrs Have (1935)
- Notaren i Le Havre (1934)
- Red dig Europa!: Scener af Fremtidens Liv (1931)
- Fantaster (1930)
- To Mænd (1929)
- Midnatsbekendelse (1925)
- Barneleg og Barneglæder: Erindringer om Cuib og Tioup (1924)